# Porites horizontalata
Porites horizontalata is een rifkoralensoort uit de familie van de Poritidae. De wetenschappelijke naam van de soort is voor het eerst geldig gepubliceerd door Hoffmeister.